# アジャータシャトル
アジャータシャトル（クーニカ・アジャータシャトル Kunika Ajātashatru   漢：阿闍世、訳：未生怨、在位：紀元前5世紀初頭頃）は、古代インドに栄えたマガダ国（現在のビハール州あたり）の王。父王ビンビサーラを殺害して王位を得た。一説にはシシュナーガ朝の王であるが、疑問視する声が強い。パーリ語に基づいてアジャータサットゥ (Ajātasattu) とも表記される。

## 来歴
仏典によればアジャータシャトルはマガダ王ビンビサーラ（頻婆娑羅）とコーサラ国の王族の娘マッダー（コーサラ・デーヴィー）の間に生まれた。しかしジャイナ教の伝説ではビンビサーラとヴァイシャーリー王チェータカの娘チェッラナーの間に生まれたとされている。
仏典のうちにアジャータシャトルのことをヴェーデーヒープッタ（Vedehiputta 「ヴェデーハ女の息子」の意）と呼ぶものがあることからジャイナ教の伝説の方が正しいという意見もある（ヴァイシャーリーはヴェデーハにある）。ヴェーデーヒーは「ヴェデーハの女」の意で、漢訳では韋提希と音写される。
古代インドでは男性を示す時、母の名を挙げその母を「…国の女」「…家の女」とする習慣があり、古代碑文にも多数の実例がある。しかし、アジャータシャトルの母がコーサラ国出身であるとする文献も少なくなく、詳細は分かっていない。
アジャータシャトルは王子時代、副王としてチャンパーに駐屯していたが両親と対立し、釈迦の敵対者であったデーヴァダッタ（漢：提婆達多）に唆されて父王ビンビサーラを幽閉して餓死させたと伝えられる。仏典によればこれは釈迦の死の7年前のことであった。このことから暴君として有名な王でもある。しかし提婆達多は、釈迦に戒律を整備してより厳しくしようと進言したが聞き入れられず、そのことから分派活動を行い、王子を唆して釈迦を殺して教団を乗っ取ろうとしたが失敗したといわれている。

### 征服活動
アジャータシャトルは王位についてすぐ活発な征服活動を展開した。まずコーサラ国王プラセーナジットを降し、カーシ国も完全併呑した。その後ヴァイシャーリー国も攻めて支配下に置いた。
アジャータシャトル王のヴァイシャーリー征服についてはジャイナ教の伝説に以下のような説話が残されている。
かつてビンビサーラ王はセーヤナガという名の有名な象と宝石の首飾りをアジャータシャトルの兄弟（ハッラとヴェハッラ）に与えた。アジャータシャトルは王位を奪って後、彼らにこれらの物品を返却するように要求したが、彼らは拒否し、ヴァイシャーリー王チェータカ（アジャータシャトル及びその兄弟の母方の祖父に当たる）の下へと逃亡した。このためにアジャータシャトルはヴァイシャーリーを攻めることにしたという。
この他にも数多くの征服活動を行ってマガダ国をインド随一の大国へと押し上げた。さらにヴァッジ国も攻撃しようとして、雨行（ヴァッサカーラ）大臣を霊鷲山にいる釈尊のもとへ遣わし、その旨を窺ったがヴァッジ国の人々は決して衰退しない七つの行いを実行していると聞き断念したという。
アジャータシャトルは自らが殺した父王ビンビサーラと同じく、息子によって殺害されたと伝えられている。彼が崩じたのは仏滅後24年のことであったといわれる。
彼の死後王位を継承した人物の名前については諸記録で混乱がある。プラーナ文献によればダルシャカが後継者とされているが、パーリ語、及びサンスクリット語の聖典によればウダーイバッダ（梵：ウダーイバドラ）ジャイナ教の伝説によればウダーイン（『マハーヴァンサ』ではウダヤバッダカ）が後継者であった。現在では後継者をウダーインとする説が有力である。

## アジャータシャトルと仏教
アジャータシャトルは釈迦の生きた時代のマガダ王として、父ビンビサーラとともに初期仏教に深く関わった人物である。ある仏典に説かれる所によれば、父ビンビサーラは老いて子なきを憂い神に祈った。時にある一祖師から、毘富羅山（ヴィプラ）に住する仙人が近々死んで托生することを告げられ、ビンビサーラ王はこれを待ちきれず殺したところ、間もなく夫人が懐妊した。これ生まれざる前に、すでに怨みを懐く意味で未生怨といった。然るに生まれるにあたり相師に占わせると、生兒が怨を懐き父王を害すだろう、と告げたので、ビンビサーラ王はこれを信じるようになり、楼上から我が子を投げ捨てた（もしくは高い楼閣を造り、そこから産み落とさせたとも）が、一指を折ったのみで死ななかった。これ故に阿闍世を婆羅留支（バラルシー＝折指）とも称した。
なお、ビンビサーラ王の仙人殺害については、善導の『観無量寿経疏（観経疏）』に出典が見られるが、涅槃経には仙人が3年後に死ぬ前に殺害したという件はないが、父ビンビサーラ王がビプラ山に鹿狩りに出た際に一頭も狩ができずにそこにいた仙人が追い払ったと思い込み臣下に殺させようとした。その仙人は死ぬ直前に怒りの心を起しビンビサーラに「来世において心と言葉であなたを殺害するだろう」と言った。釈迦は阿闍世に「父王は自らその罪による報いを受けただけで、そなたに罪はない」と言った、という記述がある。おそらくこの『涅槃経』の記述と『無量寿経』など他の多くの経典に見られる阿闍世や父母に関する記述が善導によって混同されたものであると推察される。
その後、成長したアジャータシャトルは、釈迦仏に反逆し新教団を形成せんとしていた提婆達多（デーヴァダッタ）に唆され、その言を入れてビンビサーラを幽閉した。また母が身体に蜜を塗って王に施していたことを知るや母も幽閉せしめ、ついに父王は餓死し命終してしまった。しかし、その後アジャータシャトルはその罪を悔い、激しい頭痛を感ずるようになった。そして医者である耆婆（ジーヴァカ）大臣の勧めにより、釈迦に相談した所頭痛がおさまったため、仏教に帰依し教団を支援するようになったと伝えられている。釈尊が入滅後、王舎城に舎利塔を建立して供養し、四憐を服して中インドの盟主となり、仏滅後の第一仏典結集には、大檀越としてこれを外護（げご）したといわれる。
アジャータシャトルが登場する経典としては『観無量寿経』、『阿闍世王経』、『阿闍世王問五逆経』、『阿闍世王授決経』などがある。
また、『文殊師利普超三昧経（普超経、阿闍経ともいう）』「心本浄品」には、未来に浄界如来（劫は喜見、国は無造陰）という仏に成るという未来成仏の記別を与えられた記述もある。